# José Torres
José Torres (Ponce, 3 maggio 1936 – Ponce, 19 gennaio 2009) è stato un pugile e scrittore portoricano.
Iniziò la sua carriera pugilistica nei superwelter, per passare poi a pesi medi. Combatté nei mediomassimi gli ultimi nove incontri, conquistando il titolo mondiale e detenendolo dal 1965 al 1966. La International Boxing Hall of Fame lo ha riconosciuto tra i più grandi pugili di ogni epoca.

## Biografia

### Carriera dilettantistica
Da dilettante partecipò ai giochi olimpici di Melbourne del 1956 mentre era impegnato nel servizio militare. Vinse la medaglia d'argento, gareggiando per gli Stati Uniti d'America,  nella categoria superwelter -71, perdendo in finale contro il plurimedagliato pugile ungherese László Papp.

### Carriera da professionista
Da professionista collezionò una serie iniziale di 27 incontri senza sconfitte, conseguendo un solo pareggio contro Benny Paret, futuro campione mondiale dei pesi welter, il 26 settembre 1959 a San Juan. Tra le sue vittime, il futuro sfidante di Sandro Mazzinghi al titolo mondiale dei superwelter, Tony Montano, che mise KO alla sesta ripresa. 
Perse l'imbattibilità il 25 maggio 1963 contro il cubano Florentino Fernandez in un incontro al limite della categoria dei pesi medi per Kot alla quinta ripresa. Si rifece sconfiggendo ai punti Don Fullmer (futuro sfidante di Nino Benvenuti al titolo mondiale dei medi) e il campione olimpico dei superwelter a Roma, Wilbert McClure.
Torres esordì nella categoria dei mediomassimi il 27 novembre 1964 al Madison Square Garden di New York, mandando al tappeto per il conto complessivo, dopo soli 2'51" della prima ripresa, l'ex campione mondiale dei pesi medi, Bobo Olson. La ripresa fu premiata come "Round of the year" per il 1964 dalla rivista specializzata Ring Magazine. 
Tale indiscussa vittoria gli permise di sfidare l'italo-americano Willie Pastrano per il titolo mondiale dei medio-massimi, il 30 marzo 1965, al Madison Square Garden. Torres conquistò la cintura mondiale, battendo Pastrano per Kot alla nona ripresa, dopo averlo ridotto a una maschera di sangue. Al sesto round colpì il campione in carica con un terribile gancio sinistro alla mascella, doppiato da un secondo gancio all'altezza del cuore, mandandolo al tappeto sino al conto di nove. . La sesta ripresa di questo match fu premiata come "Round of the year" per il 1965 dalla rivista specializzata Ring Magazine. 
Difese il titolo battendo ai punti prima Wayne Thornton, allo Shea Stadium di New York, poi Eddie Cotton, a Las Vegas. Questo match è stato definito Fight of the year 1966 dalla rivista specializzata Ring Magazine. Alla terza difesa del titolo, mise KO al secondo round Chick Calderwood, il 15 ottobre 1966, nel ring casalingo di San Juan.
Il 16 dicembre 1966, al Madison Square Garden, fu costretto a cedere la cintura mondiale, ai punti e con verdetto unanime, al nigeriano Dick Tiger. Il 16 maggio 1967, sempre al Madison, tentò la rivincita con Tiger. Perse ugualmente ai punti, ma con verdetto contrastato. Mentre uno dei due giudici aveva visto vincitore Torres per una ripresa, l'arbitro e l'altro giudice attribuirono la vittoria a Tiger, sempre per una sola ripresa.
Torres combatté vittoriosamente altri due incontri poi, a trentatré anni, si ritirò dalla carriera pugilistica con alle spalle soltanto quarantacinque incontri e tre sconfitte.

### Attività di scrittore
Ha scritto il libro Fire and Fear: The Inside Story di Mike Tyson, adattato nel 1995 per la televisione da Uli Edel nel film Tyson.